# Eulenbach (Lauter)
Der Eulenbach ist ein gut ein Kilometer langer Wasserlauf im südpfälzischen Wasgau (Rheinland-Pfalz) und ein rechter Zufluss der Lauter, die hier, an ihrem Oberlauf, noch Wieslauter genannt wird.

## Verlauf
Der Eulenbach entspringt  im Wasgau nordwestlich von Bobenthal auf einer Höhe von 203 m ü. NHN in der mitten im Wald gelegenen Eulenbach-Wiese. Er fließt zunächst etwa 250 Meter in Richtung Südosten durch die Waldwiese und wechselt dann seine Richtung nach Süden. Er läuft danach an einen Sportplatz vorbei, passiert kurz darauf die Gebersel Wiesen, welche westlich vom Rappenfelsen liegen. Etwas später wird er auf seiner rechten Seite von einem kleinen Gebirgslauf gespeist. Der Eulenbach richtet dort  seinen Lauf wieder nach Südwesten. Er erreicht nun die Bayerstein Wiesen am Nordwestrand von Bobenthal und mündet schließlich bei den Rottwiesen auf einer Höhe von 179 m ü. NHN von rechts in die Wieslauter.